# Popielżyn-Zawady
Popielżyn-Zawady – wieś sołecka w Polsce, położona w województwie mazowieckim, w powiecie płońskim, w gminie Joniec.

## Położenie
Wieś leży na prawym brzegu Wkry, poniżej ujścia Sony. Na południe od wsi przebiega linia kolejowa Nasielsk-Płońsk, z mostem na Wkrze.

## Historia
Miejscowość Popielżyn-Zawady odnotowano na Topograficznej Karcie Królestwa Polskiego z 1839 r., nie zaznaczając jednak parku. Słownik geograficzny Królestwa Polskiego z II połowy XIX w. pod hasłem "Popielżyn-Zawady" podaje informację, iż jest to wieś z 32 domami, 298 mieszkańcami, 1344 morgami ziemi w tym 83 morgami nieużytków.
W 1866 r. powstał dwór w Popielżynie-Zawadach, który ma cechy dworskiego założenia osiowego z charakterystycznym układem części folwarcznej, sadu i stawów. Jest to układ typowy dla I połowy XIX w.. Folwark obejmujący trzy wsi o nazwie Popielżyn oraz przynależne do niego wsi posiadał grunty o powierzchni 1136 mórg (636 ha), dwa budynki murowane oraz młyn. Najstarsze drzewa na terenie parku w Popielżynie-Zawadach można ocenić jako pochodzące z II połowy XIX w. Dawny drzewostan parkowy obejmuje grupy kasztanowców przy dworze, aleję akacjową, pojedyncze lipy wzdłuż granicy oraz dwa sady owocowe. Podczas wojny polsko-bolszewickiej przeprawy przez Wkrę broniła we wsi 14 sierpnia 1920 Brygada Syberyjska, dowodzona przez Kazimierza Rumszę. Obrona pozycji przed radziecką 11 Dywizją została okupiona dużymi stratami. W 1939 r. powierzchnia folwarku w Popielżynie-Zawadach wynosiła już tylko 39 ha. Zmniejszenie powierzchni było wynikiem wyprzedawania majątku przez wcześniejszych właścicieli: Radzickiego i Zofię Nowakowską. Ostatnią właścicielką folwarku w Popielżynie-Zawadach przed II wojną światową była Zofia Trzcińska-Kamińska. W czasie wojny we dworze stacjonowali Niemcy. Po zakończeniu wojny w budynku dworu urządzono najpierw szkołę, a później spółdzielnię produkcyjną, która istniała do 1956 r. Na skutek odwołań przedwojenna właścicielka odzyskała dwór w Popielżynie-Zawadach wraz z 25 ha ziemi i gospodarowała tu do 1970 r., kiedy sprzedała resztówkę Centrali Wytwórczo-Usługowej "Libella", która ulokowała tu ośrodek kolonijny. Później dwór przeszedł w ręce prywatne.
W latach 1975–1998 miejscowość administracyjnie należała do województwa ciechanowskiego.

## Zabytki
Na liście zabytków Narodowego Instytutu Dziedzictwa figuruje dwór z ogrodem, wpisane na listę 20 czerwca 1958 pod numerem A-72.
We wsi znajdują się dwie kapliczki: figurka Matki Boskiej położona przy dworze oraz druga - przy drodze do Jońca.